# Al-Maris
Al-Maris fou una regió de Núbia, al sud d'Egipte (a partir d'Assuan) i nord del Sudan. Formava el regne de Núbia o Nobàtia (vers 350-600) successor en aquesta zona del regne de Mèroe. Vers l'any 600 el regne de Nobàtia va quedar unit amb el regne veí de Makuria i la capital única es va establir a la ciutat de Dongola (els reis es titulaven "Senyor de Makuria i de Núbia"). Després de la conquesta musulmana d'Egipte al segle vii, la regió s'esmenta com al-Maris, i els coptes l'anomenen Maurotània. La frontera amb Egipte estava establerta durant l'època musulmana en un lloc anomenat al-Djahiz que estava assenyalat per dos roques que entraven al Nil, 8 km al sud d'Assuan; pel sud al-Mari arribava fins a Bastu on començava pròpiament el territori de Makuria. la capital regional era a Faras on hi havia fortaleses destacades com Kasr Ibrim. El territori estava administrat pel "Senyor de la Muntanya" (Sahib al-Djabal) o "Mestre dels Cavalls" (Sahib al-Khayl), governador de Nopàtia dependent del rei de Dongola (Dunkula), encarregat de la vigilància per la Núbia. La població estava barrejada amb àrabs musulmans que eren minoritaris; alguns àrabs d'Assuan tenien tenien propietats a al-Maris. Yusuf l'Egipci diu que hi havia un bisbe, segurament a Faras (Pachoras). A la segona meitat del segle xi la tribu àrab dels Banu l-Kanz prengué el control efectiu però sota autoritat del rei de Dongola, però en estar en zona fronterera escapaven de fet al control egipci (fatimita i després aiúbida) i del rei de Makuria. El 1172 els Banu l-Kanz es van apoderar d'Assuan, i Shams ad-Dawla al-Muazzam Turanshah germà de Saladí, va dirigir una expedició que els va derrotar el 1173 i els va expulsar.
El 1272 el rei David de Makuria va atacar Aydhab, en territori egipci i això va provocar la resposta del mameluc Bàybars I. El 1274 Bàybars va enviar un exèrcit a Núbia i després de la batalla de Dongola va conquerir Dongola, d'on va fugir el rei cristià David. Bàybars va instal·lar Shakanda, nebot de Murtashkar, el rei deposat en 1268, que fou coronat en 1276 fent-se vassall dels mamelucs i concedint al soldà la província d'al-Maris.
La situació de Makuria del 1317 en endavant és complexa i poc estudiada. El 1317 els Banu l-Kanz haurien arribat a dominar el regne més per enllaços matrimonials que per conquesta; en aquest any el regne estava en mans de Kerembes (Karambas) que s'havia demorat en el tribut als mamelucs i aquests van fer una expedició i van posar al tron (a la ciutat de Dukkula) a Bershambo o Sanbu que va agafar el nom de Saif al-Din Abdallah i va convertir la catedral local en mesquita; Kanz al-Dawla, nebot del rei deposat va lluitar contra el nou rei i el 1320 es va proclamar rei amb suport de nubians i àrabs; el 1323 els mamelucs van tornar i van imposar un efímer rei, i finalment van restaurar a l'antic rei Kerembes que durant el seu captiveri s'havia convertit, però els Banu al-Kanz, amb suport dels Banu al-Ikrima, una altra tribu àrab, va agafar el poder altre cop. No se sap fins quan els Banu l-Kanz i la seva nissaga va tenir el poder, però possiblement fins a la segona part del segle, quan davant de la descomposició de Makuria, haurien retornar al nord.
El nom d'al-Maris va subsistir fins al segle xvi, i es va deixar d'utilitzar sota els otomans.